# Noémie Lvovsky
Noémie Lvovsky est une réalisatrice, scénariste et actrice française née le 14 décembre 1964 à Paris.
Elle a été nommée une fois au César de la meilleure actrice, une fois à celui du meilleur réalisateur et sept fois à celui de la meilleure actrice dans un second rôle.

## Biographie

### Famille
Noémie Lvovsky est née à Paris en 1964 et ses grands-parents paternels, originaires d'Ukraine, émigrent en France pour fuir les pogroms. Par goût pour la littérature française et l’issue de l’affaire Dreyfus, son grand-père installe toute sa famille dans un immeuble à Paris. Son père perd toute sa famille en déportation lors de la Seconde Guerre mondiale.
Sa mère est d'origine toulousaine.
Elle a un fils, Paolo, avec un psychiatre.

### Formation
Après des études de lettres, Noémie Lvovsky suit les cours d'analyse de films de Jean Douchet, rencontre décisive[réf. nécessaire]. Elle intègre ensuite la Femis.
En 1988, elle écrit et réalise Dis-moi oui, dis-moi non, avec, entre autres, Valeria Bruni Tedeschi et Emmanuelle Devos. La rencontre avec ces deux actrices est déterminante[réf. nécessaire] et marque le début d’une longue série de collaborations. Dis-moi oui, dis-moi non obtient le grand prix au Festival européen du film court de Brest, ainsi que le prix du jury au Filmschoolfest Munich (en), et est sélectionné à Cannes en 1990, dans la section parallèle Perspectives du Cinéma Français.
En 1990, elle est diplômée de La Fémis, département Scénario.

### Réalisatrice et scénariste
Elle collabore en tant que scénariste, directrice de casting et script avec Arnaud Desplechin et participe à l'écriture de La Vie des morts (1991) et de La Sentinelle (1992).
Noémie Lvovsky écrit et réalise son premier long-métrage, Oublie-moi, avec Valeria Bruni Tedeschi et Emmanuelle Devos en 1995. Le film est récompensé par le prix du meilleur scénario au Festival international du film de Thessalonique et par le grand prix du jury au Festival international du film de Belfort. Elle collabore ensuite avec Philippe Garrel à l’écriture de son film Le Cœur fantôme en 1996. 
En 1997, elle écrit et réalise le téléfilm Petites pour Arte et entame alors sa collaboration avec Florence Seyvos, qui continuera de travailler avec elle sur l’écriture de chacun de ses films.
Son troisième long métrage, La vie ne me fait pas peur, qu’elle a écrit et réalisé, sort en 1999. Le film remporte le prix Jean-Vigo, le Léopard d’Argent au Festival international du film de Locarno et le prix France Culture de la Meilleure réalisatrice de l’année au Festival de Cannes en 2000. La vie ne me fait pas peur est au programme scolaire dans le cadre du dispositif Lycéens et apprentis au Cinéma[réf. nécessaire]. À la question « Quel film vous a donné envie d’être réalisatrice ? », Céline Sciamma répond dans une interview : « La vie ne me fait pas peur, de Noémie Lvovsky, j’avais dix ans. Mais avant lui il y a eu Petites. Je me suis dit : « Ah il y a des filles qui font ce métier », et c’est donc à ce moment-là que j’ai commencé à penser à être réalisatrice »[réf. nécessaire].
En 2002, Noémie Lvovsky coécrit le premier long-métrage de Valeria Bruni Tedeschi, Il est plus facile pour un chameau.... L'année suivante, elle écrit et réalise Les Sentiments, qui remporte un grand succès public et critique[réf. nécessaire]. Le film est un succès en salles, il obtient le prix Louis-Delluc et est nommé au César du Meilleur Film en 2004. En 2007 sort Faut que ça danse !, son quatrième long-métrage. 
En 2012, le sixième film de Noémie Lvovsky, Camille redouble, qu’elle écrit, réalise et dans lequel elle tient le rôle principal, clôt la Quinzaine des Réalisateurs à Cannes où il remporte le prix SACD. Camille redouble reçoit le prix Variety Piazza Grande au Festival de Locarno la même année et treize nominations lors de la cérémonie des César 2013 dont celles de Meilleur Film, Meilleure Réalisatrice et Meilleure Actrice. Camille redouble est au programme scolaire dans le cadre du dispositif Lycéens et apprentis au Cinéma[réf. nécessaire]. 
Elle travaille à nouveau avec Valeria Bruni Tedeschi sur l’écriture d’Un château en Italie qui est sélectionné en compétition officielle au Festival de Cannes 2013. En 2014, elle adapte avec Valeria Bruni Tedeschi la pièce d'Anton Tchekhov, Les Trois Sœurs, pour la télévision. Le film est diffusé sur Arte, dans le programme Collection Théâtre.
Pour la clôture du Festival Paris en toutes lettres, la Maison de la Poésie accueille Noémie Lvovsky et Gaëtan Roussel — qui a signé la musique originale de Camille redouble — pour un Concert littéraire à deux voix. En 2014, elle écrit avec Florence Seyvos le scénario de Demain et tous les autres jours.
En 2015, elle reçoit le prix d'interprétation pour Rosalie Blum au Festival du film de Sarlat. La même année, elle tourne sous la direction de Catherine Corsini dans La Belle Saison et est nommée aux César 2016 dans la catégorie meilleure actrice dans un second rôle.  
En 2015, elle reçoit le prix de la Meilleure fiction française au prix du Syndicat français de la critique 2015, pour Les Trois Sœurs.    
Elle reçoit le prix SACD Cinéma en 2018.

### Comédienne
En parallèle de sa carrière de scénariste et de réalisatrice, elle commence, en 2001, une carrière de comédienne dans Ma femme est une actrice d’Yvan Attal. Elle obtient pour cette interprétation sa première nomination au César de la meilleure actrice dans un second rôle.
En 2004, elle retrouve Arnaud Desplechin, cette fois en tant que comédienne, dans Rois et Reine. Elle tourne pour Emmanuelle Bercot dans Backstage en 2005 et retrouve Valeria Bruni Tedeschi pour l’écriture d'Actrices (2007), dans lequel elle est aussi comédienne. Elle sera à nouveau nommée dans la catégorie Meilleure Actrice dans un second rôle aux César 2006 et 2008 pour ses rôles dans Backstage et Actrices[réf. nécessaire].
La comédienne tourne sous la direction de Riad Sattouf dans Les Beaux Gosses (2009) et est à nouveau nommée aux César en tant que Meilleure Actrice dans un second rôle[réf. nécessaire]. Elle joue aussi dans L'Apollonide : Souvenirs de la maison close de Bertrand Bonello, présenté en Sélection officielle lors du Festival de Cannes 2011. Elle est pour ce rôle, nommée pour la cinquième fois dans la catégorie Meilleure Actrice dans un second rôle aux César. En 2011, elle est à l'affiche de L'Amour, la mort, les fringues, pièce mise en scène par Danièle Thompson au théâtre Marigny. Noémie Lvovsky travaille ensuite avec Delphine et Muriel Coulin pour Dix-sept Filles (2011), avec Julie Delpy pour Le Skylab (2012), et avec Benoît Jacquot pour Les Adieux à la reine (2012).
Noémie Lvovsky retrouve Riad Sattouf pour Jacky au royaume des filles (2013) puis tourne dans Week-ends d’Anne Villacèque (2013), Tristesse Club de Vincent Mariette (2013), Tiens-toi droite de Katia Lewkowicz (2013). Elle joue aussi dans My Old Lady (2014) réalisé par Israel Horovitz, aux côtés de Kevin Kline et de Maggie Smith, dans Les Jours venus réalisé par Romain Goupil (2014), La Belle Saison réalisé par Catherine Corsini (2014), Comme un avion réalisé par Bruno Podalydès (2014) et dans Ainsi soient-ils, la série prestige pour Arte réalisée par Rodolphe Tissot (2014).
En 2015, elle tourne Rosalie Blum, de Julien Rappeneau, puis dans son propre film, Demain et tous les autres jours (2016) et Willy 1er, de Ludovic Boukherma et Zoran Boukherma, Marielle Gauthier et Hugo P. Thomas (2016).
En 2017, elle retrouve Valeria Bruni Tedeschi dans Les Estivants, puis tourne pour Pierre Schoeller dans Un peuple et son roi, dans le téléfilm Les Impatientes, de Jean-Marc Brondolo, dans Nox (série Canal+), de Mabrouk El Mechri, dans Deux Fils, de Félix Moati; dans Les Invisibles, de Louis-Julien Petit (2018), dans Play, d'Anthony Marciano (2018) et dans La Frontière, de Frédéric Fonteyne (2018).

### Engagements
Noémie Lvovsky fait partie des 66 cinéastes qui signent le manifeste appelant à la désobéissance civile contre les « lois Pasqua-Debré » en 1997.
Elle se définit comme politiquement « à gauche ».

## Filmographie
Sauf indication contraire, les informations mentionnées dans cette section peuvent être confirmées par la base de données cinématographiques Allociné,  présente dans la section « Liens externes ».

### Réalisatrice

#### Longs métrages
- 1994 : Oublie-moi
- 1997 : Petites (téléfilm)
- 1999 : La vie ne me fait pas peur
- 2003 : Les Sentiments
- 2007 : Faut que ça danse !
- 2012 : Camille redouble

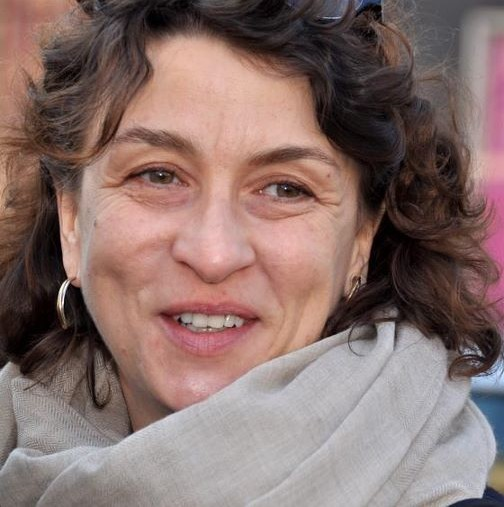
Noémie Lvovsky au déjeuner des nommés des César du cinéma 2012.

- 2017 : Demain et tous les autres jours
- 2022 : La Grande Magie

#### Courts métrages
- 1986 : La Belle
- 1987 : Une visite
- 1989 : Dis-moi oui, dis-moi non
- 1990 : Embrasse-moi

### Scénariste
- 1989 : Dis-moi oui, dis-moi non de Noémie Lvovsky (court métrage)
- 1990 : Embrasse-moi de Noémie Lvovsky (court métrage)
- 1992 : La Sentinelle d'Arnaud Desplechin (adaptation)
- 1994 : Oublie-moi de Noémie Lvovsky
- 1996 : Le Cœur fantôme de Philippe Garrel (dialogue - scénario)
- 1996 : Clubbed to Death (Lola) de Yolande Zauberman
- 1997 : Petites de Noémie Lvovsky (téléfilm)
- 1999 : La vie ne me fait pas peur de Noémie Lvovsky
- 2003 : Les Sentiments de Noémie Lvovsky
- 2003 : Il est plus facile pour un chameau... de Valeria Bruni Tedeschi
- 2007 : Actrices de Valeria Bruni Tedeschi
- 2007 : Faut que ça danse ! de Noémie Lvovsky
- 2012 : Camille redouble de Noémie Lvovsky
- 2013 : Un château en Italie de Valeria Bruni Tedeschi
- 2015 : Les Trois Sœurs de Valeria Bruni Tedeschi, téléfilm
- 2017 : Demain et tous les autres jours de Noémie Lvovsky
- 2018 : Les Estivants de Valeria Bruni Tedeschi
- 2022 : Les Amandiers de Valeria Bruni Tedeschi

### Actrice

#### Cinéma

##### Années 2000
- 2001 : Ma femme est une actrice d'Yvan Attal : Nathalie
- 2002 : Ah ! si j'étais riche de Gérard Bitton et Michel Munz : Claire
- 2003 : France Boutique, de Tonie Marshall : Monique
- 2004 : Illustre Inconnue de Marc Fitoussi : la sœur (court métrage)
- 2004 : Rois et Reine d'Arnaud Desplechin : Élizabeth
- 2005 : L'un reste, l'autre part de Claude Berri : Nicole
- 2005 : Backstage d'Emmanuelle Bercot : Juliette
- 2006 : Le Grand Appartement de Pascal Thomas : Charlotte Falingard
- 2006 : L'École pour tous d'Éric Rochant : Krikorian
- 2007 : Actrices de Valeria Bruni Tedeschi : Nathalie
- 2007 : Un cœur simple de Marion Laine : Nastasie
- 2008 : Coco de Gad Elmaleh : Brigitte
- 2009 : Les Beaux Gosses de Riad Sattouf : la mère d'Hervé

##### Années 2010
- 2010 : Ensemble nous allons vivre une très, très grande histoire d'amour... de Pascal Thomas
- 2010 : Copacabana de Marc Fitoussi : Suzanne
- 2010 : Bus Palladium de Christopher Thompson : psy militaire
- 2010 : Les Mains libres de Brigitte Sy : Rita
- 2011 : L'Apollonide : Souvenirs de la maison close de Bertrand Bonello : Marie-France
- 2011 : Présumé Coupable de Vincent Garenq : Édith Marécaux
- 2011 : Le Skylab de Julie Delpy : Tante Monique
- 2011 : Dix-sept Filles de Delphine et Muriel Coulin : Infirmière scolaire
- 2012 : Les Adieux à la reine de Benoît Jacquot : Madame Campan
- 2012 : À moi seule de Frédéric Videau : Sabine, la mère
- 2012 : Camille redouble d'elle-même : Camille Vaillant
- 2012 : Adieu Berthe de Bruno Podalydès : la pleureuse
- 2013 : Chez nous c'est trois ! de Claude Duty : Jeanne Millet
- 2013 : Jacky au royaume des filles de Riad Sattouf : Tata
- 2014 : Week-ends d'Anne Villacèque : Sylvette
- 2014 : Tristesse Club de Vincent Mariette : Rebecca
- 2014 : My Old Lady d'Israel Horovitz : Dr Florence Horowitz
- 2014 : Tiens-toi droite de Katia Lewkowicz : Sam
- 2015 : Les Jours venus de Romain Goupil : la productrice
- 2015 : Comme un avion de Bruno Podalydès la voisine dans l'ascenseur
- 2015 : La Belle Saison de Catherine Corsini : Monique
- 2016 : Rosalie Blum de Julien Rappeneau : Rosalie
- 2016 : Chocolat de Roschdy Zem : Madame Delvaux
- 2016 : Willy 1er de Marielle Gautier, Hugo P. Thomas, Ludovic et Zoran Boukherma : Catherine
- 2017 : Demain et tous les autres jours d'elle-même : Madame Zasinger
- 2017 : D'après une histoire vraie de Roman Polanski : la commissaire de l'exposition
- 2018 : Un peuple et son roi de Pierre Schoeller : Solange
- 2018 : Les Estivants de Valeria Bruni Tedeschi : Nathalie
- 2018 : Les Invisibles de Louis-Julien Petit : Hélène
- 2019 : Deux Fils de Félix Moati : Magalie
- 2019 : Play de Anthony Marciano : la mère de Max

##### Années 2020
- 2020 : Filles de joie de Frédéric Fonteyne et Anne Paulicevich : Dominique
- 2020 : La Bonne Épouse de Martin Provost : Marie-Thérèse
- 2020 : À cœur battant de Keren Ben Rafael : Chantal
- 2021 : Teddy de Zoran Boukherma et Ludovic Boukherma : Ghislaine
- 2021 : Le Trésor du Petit Nicolas de Julien Rappeneau : Madame Bouillaguet
- 2021 : Viens je t'emmène d'Alain Guiraudie : Isadora
- 2022 : L'Envol de Pietro Marcello : Adeline
- 2022 : La Grande Magie d'elle-même : Zaïra
- 2023 : Youssef Salem a du succès de Baya Kasmi : Lise
- 2023 : Jeanne du Barry de Maïwenn : la comtesse de Noailles
- 2023 : Mamina de Massimo Righi (court-métrage)[5] : Rosa
- 2023 : La Fille de son père d'Erwan Le Duc : La maire
- 2024 : Madame de Sévigné d'Isabelle Brocard : Madame de La Fayette
- 2024 : Bis Repetita d'Émilie Noblet : Christine
- 2024 : Nice Girls de Noémie Saglio : Hernandez
- 2024 : Juliette au printemps de Blandine Lenoir : Nathalie
- 2024 : Le Médium d'Emmanuel Laskar : Barbara
- 2024 : Les Boules de Noël d'Alexandra Leclère : Nicole
- 2024 : Un Noël en famille de Jeanne Gottesdiener : Carole Lamarre
- 2025 : Des preuves d'amour d'Alice Douard : Marguerite

#### Télévision
- 2009 : À deux c'est plus facile d'Émilie Deleuze
- 2010 : La Collection pique sa crise de Vincent Mariette (épisode Le Meilleur ami de l'homme)
- 2011 : Bouquet final de Josée Dayan : la propriétaire
- 2015 : Ainsi soient-ils de Rodolphe Tissot : Jeanne Valadon (saison 3)
- 2017 : Paris, etc. de Zabou Breitman : Madeleine Zand (série télévisée)
- 2018 : Nox de Mabrouk El Mechri : Elisabeth Sereny (mini-série télévisée)
- 2018 : Les Impatientes de Jean-Marc Brondolo[6] : Maude Girard (mini-série télévisée)
- 2020 : Si tu vois ma mère de Nathanaël Guedj : Monique
- 2020 : La Flamme : Patricia (épisode 8)
- 2023 : Sambre de Jean-Xavier de Lestrade : Arlette Caruso (mini-série télévisée)
- 2025 : bref de Kyan Khojandi : Valérie (série télévisée)
- 2025 : Le Sens des choses de Keren Ben Rafael : Perle (série télévisée)

#### Directrice de casting
- 1991 : La Vie des morts d'Arnaud Desplechin
- 1992 : La Sentinelle d'Arnaud Desplechin

#### Web-séries
- 2017 : Loulou : La mère de Loulou (épisode 2 : Les Parents)

## Théâtre
- 2011 : L'amour, la mort, les fringues de Nora et Delia Ephron, adaptée et mise en scène par Danièle Thompson, théâtre Marigny
- 2020 : Avant la retraite de Thomas Bernhard, mise en scène Alain Françon, théâtre de la Porte-Saint-Martin
- 2023 : Vidéo Club de Sébastien Thiéry, mise en scène Jean-Louis Benoît, théâtre Antoine

### Poésie
- 2014 : Lecture musicale en duo avec Gaëtan Roussel, en tournée

## Distinctions

### Décorations
- 2016 :  Chevalière de l'ordre national du Mérite
- 2019 :  Commandeure de l'ordre des Arts et des Lettres[7]
  - 2012 :  Officière de l'ordre des Arts et des Lettres[7]
  - 2004 :  Chevalière de l'ordre des Arts et des Lettres[8]

### Récompenses
- Festival de Cannes
  - 2012 : Prix SACD Quinzaine des Réalisateurs pour Camille redouble
  - 2000 : Prix du cinéaste de l'année (prix France Culture) pour La vie ne me fait pas peur
- Festival du film de Sarlat : Prix d'interprétation pour Rosalie Blum
- Festival européen du film court de Brest 1991 : grand prix pour le film Dis-moi oui, dis-moi non
- Festival international du cinéma indépendant de Buenos Aires 2000 : Meilleur réalisateur pour le film La vie ne me fait pas peur
- Prix Jean-Vigo 1999 : La vie ne me fait pas peur
- Prix Louis-Delluc 2003 : Les Sentiments
- Filmschoolfest Munich (en) 1990 : prix du Jury pour le film Dis moi oui, dis moi non
- Festival international du film de Thessalonique 1994 : Meilleur scénario pour le film Oublie-moi
- Festival international du film de Locarno
  - 1999 : Léopard d'argent catégorie Jeune Cinéma pour le film La vie ne me fait pas peur
  - 1999 : prix jeune du Jury pour le film La vie ne me fait pas peur
  - 1999 : prix du Jury œcuménique pour le film La vie ne me fait pas peur
  - 2012 : Variety Piazza Grande pour le film Camille redouble
- Trophées du Film français 2013 : Trophée duo cinéma avec ses producteurs pour Camille redouble
- Prix du Syndicat français de la Critique 2015 : Prix de la Meilleure fiction pour Les Trois Sœurs coécrit avec Valeria Bruni Tedeschi
- Festival de la fiction TV de La Rochelle 2018 : meilleure interprétation féminine Les Impatientes[9]
- 2018 : prix SACD Cinéma
- Coup de cœur Parole Enregistrée et Documents Sonores 2019 de l’Académie Charles-Cros, proclamé le 15 septembre 2019 au Jardin du Musée Jean de la Fontaine à Château-Thierry[10]

### Nominations
- César
  - 2002 : César de la meilleure actrice dans un second rôle pour Ma femme est une actrice
  - 2004 : César du meilleur film pour Les Sentiments
  - 2006 : César de la meilleure actrice dans un second rôle pour Backstage
  - 2008 : César de la meilleure actrice dans un second rôle pour Actrices
  - 2010 : César de la meilleure actrice dans un second rôle pour Les Beaux Gosses
  - 2012 : César de la meilleure actrice dans un second rôle pour L'Apollonide - Souvenirs de la maison close
  - 2013 : César du meilleur film pour Camille redouble
  - 2013 : César du meilleur réalisateur pour Camille redouble
  - 2013 : César de la meilleure actrice pour Camille redouble
  - 2013 : César du meilleur scénario original pour Camille redouble
  - 2016 : César de la meilleure actrice dans un second rôle pour La Belle Saison
  - 2021 : César de la meilleure actrice dans un second rôle pour La Bonne Épouse
  - 2023 : César du meilleur scénario original pour Les Amandiers
- Forum du nouveau cinéma - Berlin 1995 : Forum international du nouveau cinéma - Berlin pour le film Oublie-moi
- Festival du film de Turin 1998 : Meilleur film pour le film Petites
- Molières 2022 : Molière de la comédienne dans un second rôle pour Avant la retraite
- Molières 2024 : Molière de la comédienne dans un spectacle de théâtre privé pour Vidéo club

### Membre de jury
En 2012, Noémie Lvovsky est membre du jury de la compétition internationale du 65e Festival du Film de Locarno,.
Début 2013, elle préside le Jury de la 25e édition du Festival Premiers Plans d'Angers,.
En octobre 2013, elle fait partie du jury du réalisateur James Gray lors du Festival international du film de Rome.
En 2014, lors du 65e Festival de Cannes, elle est membre du jury présidé par Abbas Kiarostami de la Cinéfondation et des Courts Métrages.